# Loi du milliard aux émigrés
Lire en ligne

Collection complète des lois, etc., p. 154

La loi dite « du milliard aux émigrés » est une loi française promulguée par Charles X le 27 avril 1825, indemnisant les émigrés qui avaient perdu leurs biens vendus comme biens nationaux sous la Révolution. Elle constitue l’une des principales mesures du début du règne de Charles X, en adéquation avec le programme du parti ultraroyaliste et les aspirations de l’aristocratie de l’Ancien Régime revenue proche du pouvoir.

## Contexte

### Révolution française: émigration et vente des biens nationaux
Les premières années de la Révolution française ont renversé l’Ancien Régime et mis fin à la société d’ordres en supprimant les privilèges, puis en aliénant certaines propriétés des deux anciens ordres privilégiés (noblesse et clergé) au bénéfice du Tiers-État.
Un décret du 2 novembre 1789 met dans un premier temps à la disposition de la puissance publique les biens du clergé. Une partie de ces biens nationaux sont vendus pour fournir des liquidités à l’État, lourdement endetté. Ils permettent à la bourgeoisie, devenue politiquement dominante, d’accéder rapidement à une quantité importante de propriétés immobilières.
Dès la prise de la Bastille, et plus encore après la chute de la monarchie en 1792, un mouvement d’émigration gagne les anciens ordres privilégiés. 
La Constituante, puis la Législative et la Convention, répriment l’émigration par des peines allant jusqu’à la mort et la confiscation des biens. Ceux-ci sont également déclarés biens nationaux et vendus, phénomène qui durera jusqu’en 1795.
À la fin de la Révolution, la saisie et la vente des biens nationaux reste l’un des faits sociaux et politiques majeurs de la décennie passée,. La majorité des aristocrates de l’Ancien régime ont été éloignés du pouvoir, et ceux qui ont fui la France ont perdu sans indemnisation leurs propriétés immobilières au bénéfice de l’État et d’une partie de la bourgeoisie, bénéficiaire de la Révolution.

### Consulat, Empire et règne de Louis XVIII: incertitudes sur la restitution des biens
Cet état de fait jure avec la reconnaissance du droit de propriété, pourtant proclamée dès l’article 17 de la Déclaration des droits de l’homme et du citoyen du 26 août 1789 : « les propriétés étant un droit inviolable et sacré, nul ne peut en être privé, si ce n’est lorsque la nécessité publique, légalement constatée, l’exige évidemment, et sous la condition d’une juste et préalable indemnité ». Aussi, dès la fin de la Révolution, deux catégories de la population développent des aspirations contraires. Les acquéreurs de biens nationaux, essentiellement des bourgeois, craignent que leurs biens ne leur soient retirés pour être restitués aux anciens propriétaires. Ceux-ci, au contraire, espèrent être indemnisés ou rétablis dans leurs droits qu’ils considèrent comme injustement aliénés.
Le Consulat adopte plusieurs mesures permettant d’apaiser ces tensions. Le Code civil des Français, promulgué en 1804, protège le droit de propriété tout en reconnaissant la prescription acquisitive des biens. Surtout, le Concordat de 1801 passé entre la République et le Saint-Siège dispose en son article 13 que « Sa Sainteté, pour le bien de la paix et l’heureux rétablissement de la religion catholique, déclare que ni elle ni ses successeurs ne troubleront en aucune manière les acquéreurs des biens ecclésiastiques aliénés ; et qu’en conséquence la propriété de ces biens demeurera incommutable entre leurs mains ou celles de leurs ayants cause ». Si ce traité ne constitue pas un abandon de propriété au sens strict mais un simple engagement de fait à ne pas troubler les acquéreurs, il constitue toutefois une garantie suffisante pour ceux-ci. Pour l’historien Jean-Jacques Chevallier, cette disposition du Concordat était celle qui touchait le plus directement à l’intérêt de la Nation : Bonaparte efface ainsi définitivement le caractère contestable ou suspect de la propriété nouvelle aliénée au clergé.
Cette concession de l’Église a pour contrepartie la rémunération du clergé rétabli dans son office, et ainsi salarié à l’État. Toutefois, avait également été envisagée une indemnisation de l’Église en capital, finalement jugée moins intéressante pour les deux parties.
Si cette politique de Bonaparte permet de régler définitivement la question des biens nationaux confisqués au clergé, elle ne donne en revanche pas satisfaction aux émigrés, de plus en plus nombreux à rejoindre la France à partir de 1800. À la chute de Napoléon, en 1814 – 1815, les dissensions entre la bourgeoisie majoritairement acquisitrice de biens nationaux, et la noblesse aliénée de ses droits restent donc vives.
L’opposition politique entre ces deux groupes sociaux structure la vie politique sous la Restauration, constituant l’une des lignes de fracture.
Louis XVIII, qui déclare ne pas vouloir être « le roi de deux peuples », veille à concilier au mieux les intérêts des deux forces sociales et politiques qui s’affrontent : à gauche, les gagnants de la Révolution, bourgeois et progressistes formant le nouveau parti libéral ; à droite l’ancienne aristocratie, gagnante à la Restauration, royaliste (« doctrinaire ») voire ultraroyaliste, conservatrice, et dont certains représentants sont animés d’un esprit de revanche. La question de la restitution des biens des émigrés constitue la pierre d’achoppement entre le roi, qui la refuse, et les ultras, « plus royalistes que le roi », qui l’appellent de leurs vœux. L’historien Joseph Barthélemy relève à ce sujet que « parce que le roi était rentré dans son château, il avait trop l’air de penser que tous ses anciens amis étaient rentrés dans les leurs » : les ultras, contrairement au roi, ont un intérêt personnel à cette restitution qui pourrait pourtant déchirer le pays une nouvelle fois.
La Charte constitutionnelle du 4 juin 1814, octroyée par Louis XVIII, paraît trancher le débat en disposant en son article 9 que « toutes les propriétés sont inviolables, sans aucune exception de celles qu'on appelle nationales ».
Dès la première Restauration, en 1814, le maréchal Macdonald fait à la chambre des Pairs une proposition d'indemnisation, mais celle-ci reste sans suite.
Les ultras, dans un premier temps majoritaires à la Chambre des députés (« Chambre introuvable »), sont écartés du pouvoir par la dissolution de 1816 sans avoir obtenu gain de cause sur ce point. En revanche, le système électoral censitaire est de nature à favoriser l’aile droite du pays à la Chambre.

### Projet de conversion de Louis XVIII et accès de Charles X au trône
À la mort de Louis XVIII le 16 septembre 1824, son frère cadet Charles X lui succède. Ce dernier prend un tournant politique résolument à droite et se comporte de facto comme le chef du parti ultra.
Dans une visée ouvertement réactionnaire, il entend, comme Napoléon, jeter des « masses de granit » sur le sol de France, en ré-enracinant une tradition politique absolutiste et en niant les acquis politiques de la Révolution. Il fait voter à cette fin une série de lois dites systématiques, correspondant au programme ultra. La « loi du milliard aux émigrés » est l’une de ces lois. Le chef du gouvernement, Joseph de Villèle, en accord avec les vues du souverain, considère la question du vote de cette loi en ces termes : « la plaie de l'État est dans les biens nationaux ».

## Rédaction et vote de la loi
La loi est soutenue devant la chambre des députés  par le comte de Vaublanc et le vicomte de Martignac. Il est à noter, attendu la composition de nobles de l'Ancien régime des Chambres, l'existence d'un réel conflit d'intérêts dans le vote de cette loi. Plutôt qu’une saisie des biens nationaux en vue d’un transfert de propriété aux anciens émigrés, le choix est fait d’une indemnisation en argent. Ainsi, tout en donnant satisfaction au parti ultra, la loi permet d’apaiser les craintes des acquéreurs en écartant le risque de toute expropriation à l’avenir et de respecter l’article 9 de la Charte.
L’aile la plus dure des ultras défend en revanche, sans succès, une restitution en nature. À cette fin, le « Jacobin blanc » François-Régis de La Bourdonnaye défend une révision de l’article 9 de la Charte[réf. nécessaire].
La Chambre des pairs (chambre haute), réunie à cet effet, vote le projet de loi le 21 février 1825[réf. nécessaire] à 159 voix contre 63 cette loi. La Chambre des députés (chambre basse) vote de même le 23 février[réf. nécessaire], à 221 voix pour, 130 contre. La loi est promulguée le 27 avril.

## Conséquences

### Conséquences économiques
Les anciens émigrés reçoivent donc une rente annuelle correspondant à 3 % de la valeur des biens perdus, selon l'estimation retenue par la commission d'évaluation (représentant au total 630 millions de francs en valeur réelle et près d'un milliard en valeur nominale[Quoi ?]), qui fut versée pendant 33 ans. Malgré l’opposition du parti libéral en raison du coût de la mesure pour le Trésor public, de grandes figures du libéralisme aristocratique émigrées pendant les derniers mois de la monarchie, tels La Fayette, Talleyrand, ou encore Louis-Philippe d’Orléans (futur Louis-Philippe Ier), touchent une indemnité. Ce dernier, arrivé au pouvoir en 1830, ne remet pas en cause la rente, ce à quoi on devait s'attendre car il est considéré comme le principal bénéficiaire de la loi. En réalité, cette indemnisation n'intéressait pas seulement les émigrés mais tous ceux dont la propriété avait été confisquée pendant la Révolution, à l'exception du clergé.

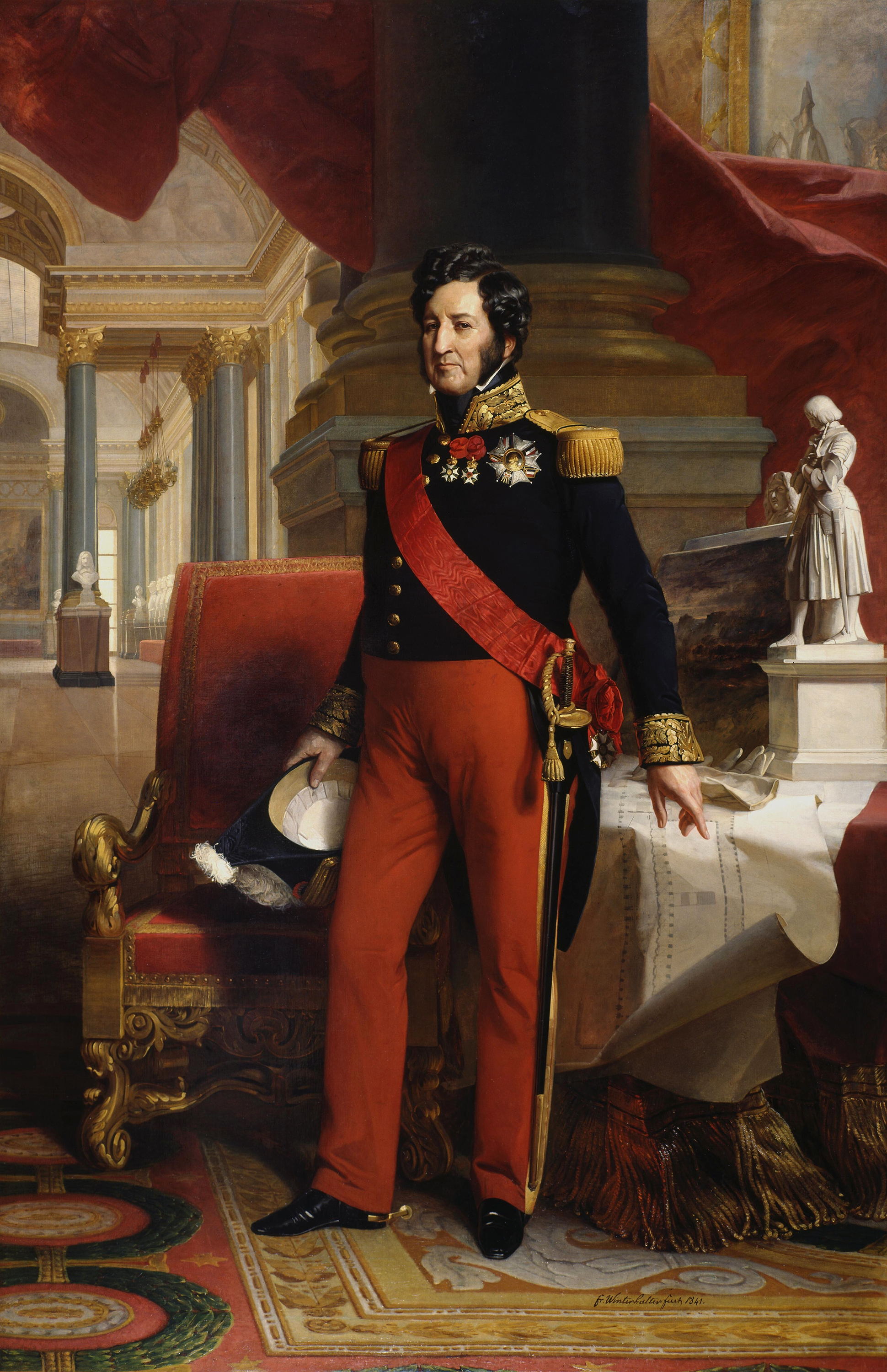
Louis-Philippe (peint ici en 1841), futur roi des Français, émigré en 1792, est le premier bénéficiaire de la loi.
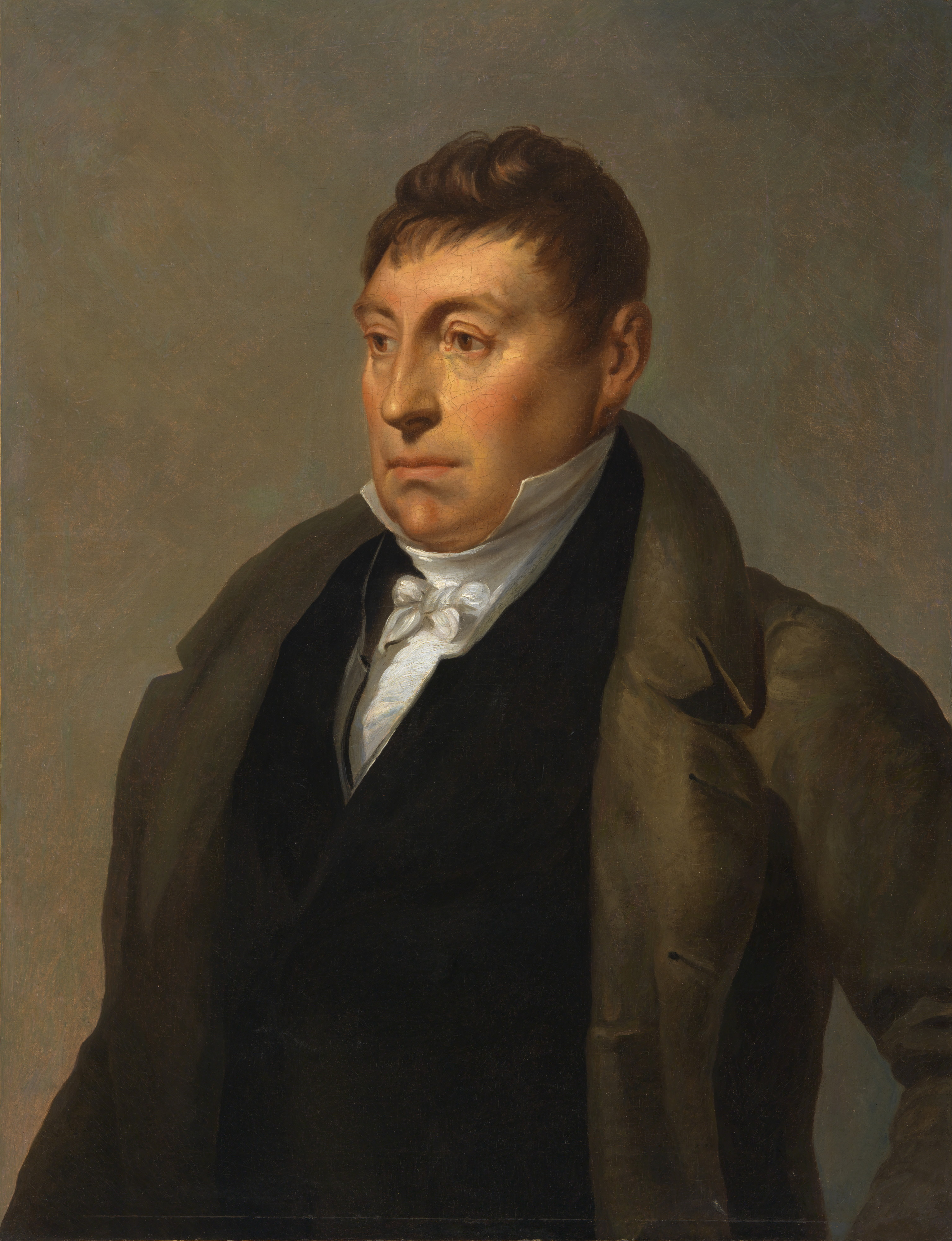
Le marquis de La Fayette (peint en 1825), émigré en 1791, bénéficie de la loi.
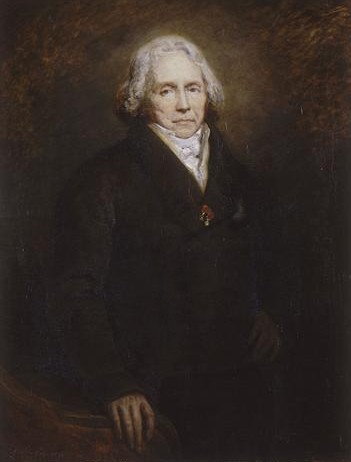
Talleyrand (peint en 1828), émigré en 1792, bénéficie également de la loi.

Le paiement des indemnités prévues par la loi est rendu plus difficile par l’opposition des libéraux, critiquant les sommes élevées prises sur le Trésor public, et ceci au bénéfice exclusif de l’ancienne aristocratie.

### Conséquences politiques
La loi « du milliard des immigrés » est considérée comme la principale des « lois systématiques » du début du règne de Charles X. Avec notamment la loi sur le sacrilège et le projet de « loi de justice et d’amour » restreignant la liberté de presse, elle illustre le tournant réactionnaire pris par la monarchie pendant la deuxième moitié de la Restauration.
Dans une optique conservatrice, elle entend indemniser, au moins en partie, le double préjudice subi par les émigrés (perte en capital et en revenus), tout en contribuant à ré-enraciner une tradition politique monarchique. Cette indemnisation apparaît aux victimes de spoliations comme une simple mesure d'équité, et aux acquéreurs de biens nationaux ou à leurs ayants-droit comme une manière de sécuriser leurs droits.
La crainte de voir le programme ultra poursuivi et l’acquis de la Révolution, dans un avenir proche, davantage remis en question, contribue à la montée des aspirations libérales de la fin des années 1820. Cette crainte est avivée par la propagation de rumeurs, infondées, selon lesquelles l’état civil pourrait être rendu au clergé, le mariage civil devenir facultatif, ou les anciens ordres privilégiés retrouver leur prépondérance politique.
Par ailleurs, les débats parlementaires auront contribué à mettre en lumière la fracture subsistant entre les émigrés, qui constituaient l’aristocratie de l’Ancien régime, et la bourgeoisie bénéficiaire de la Révolution.
À moyen terme, le vote de cette loi a fait partie de l’enchaînement d’événements conduisant aux Trois Glorieuses et à la monarchie de Juillet.

## Culture populaire
Honoré de Balzac en a fait le sujet d'une nouvelle parue en 1832 : Madame Firmiani. La loi sert aussi de contexte au roman Armance de Stendhal.